# Champs sauvages
 (octobre 2021).
Si vous disposez d'ouvrages ou d'articles de référence ou si vous connaissez des sites web de qualité traitant du thème abordé ici, merci de compléter l'article en donnant les références utiles à sa vérifiabilité et en les liant à la section « Notes et références ».

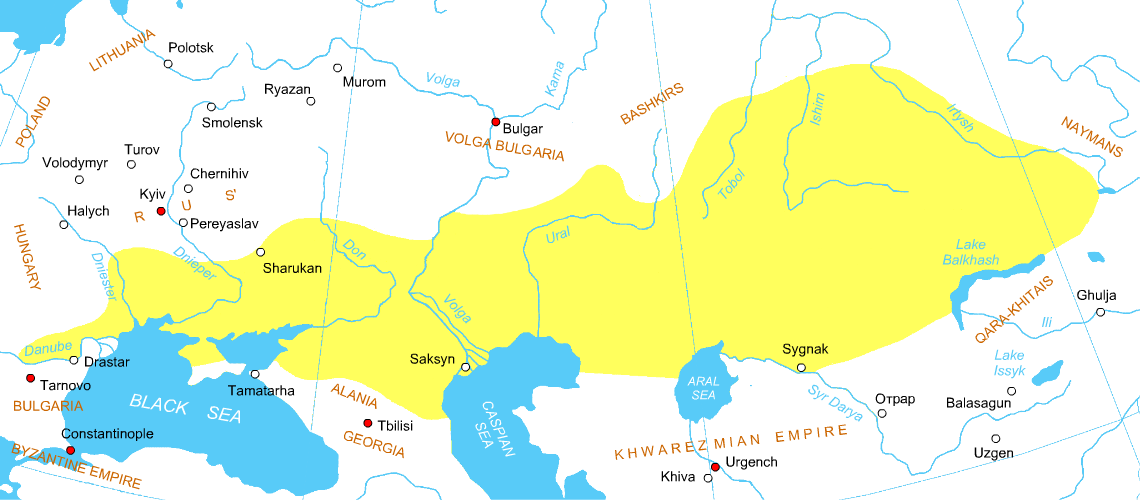
Les « plaines sauvages » en 1200 étaient dominées par les Polovtses.

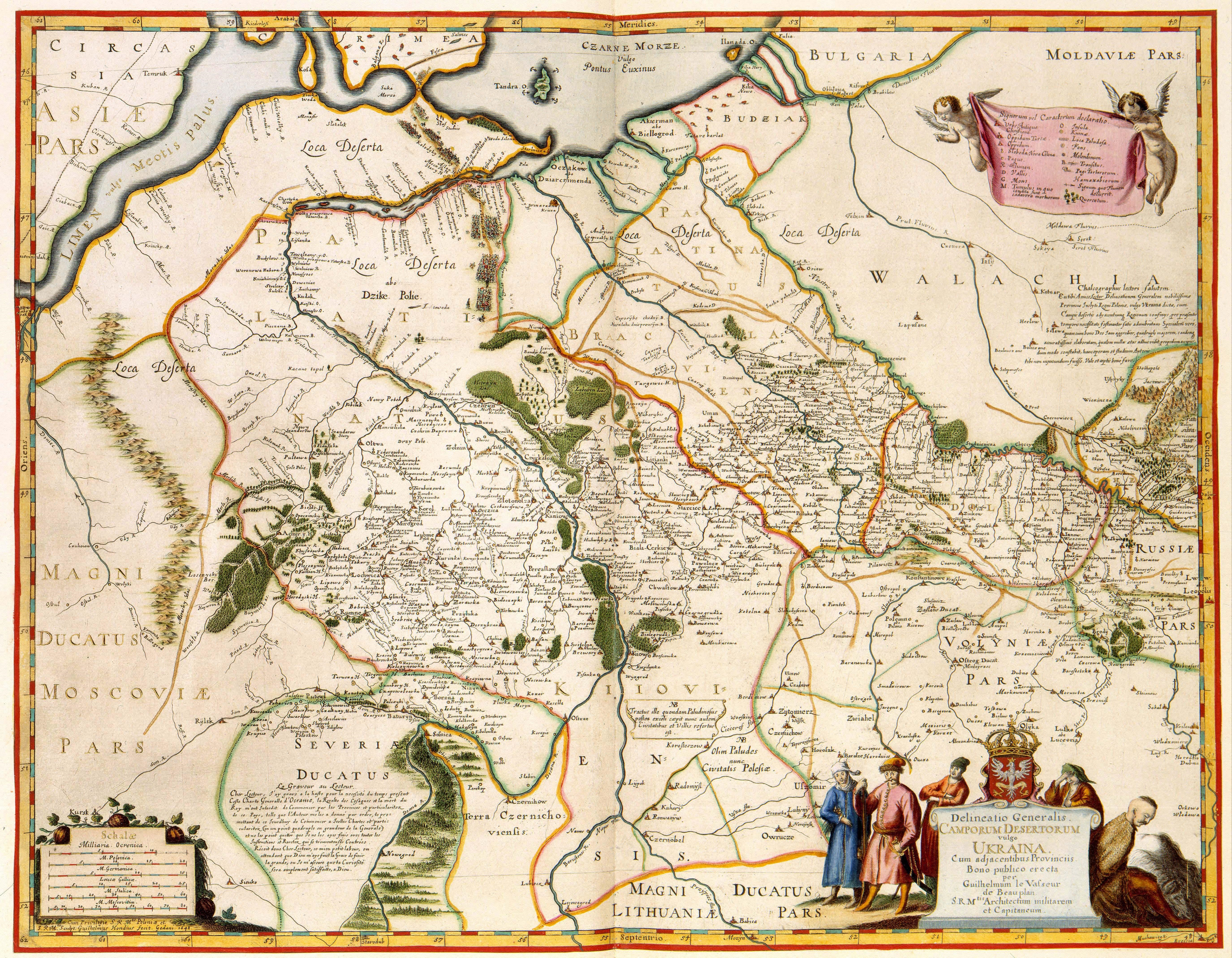
La carte de 1648 sur laquelle Guillaume Levasseur de Beauplan a signalé la steppe eurasienne. Cette carte est orientée sud-nord.

Plaines sauvages (Дике Поле, Дикое Поле, Dzikie pola, Dykra, Loca deserta, sive campi deserti inhabitati, parfois improprement appelées par l'oxymore Champs sauvages) sont des termes historiques désignant les steppes eurasienne et pontique qui s'étirent du nord des mers Noire, d'Azov et Caspienne jusqu'en Asie centrale, utilisé en français pour la première fois en 1648 par l'ingénieur et cartographe militaire français Guillaume Levasseur de Beauplan (±1595 - 1685).
Hérodote avait été le premier à décrire cette vaste région comme faisant partie des territoires des Scythes. Dans l'Antiquité tardive, pendant les invasions barbares, les « Champs Sauvages » furent le principal couloir de migration des peuples venant d'Asie. Ces steppes sont limitées au Nord par les forêts et pâturages de l'écozone paléarctique (dont la taïga), au Sud par des montagnes (Carpates, monts de Crimée, Caucase, Kopet-Dag, Hindou-Kouch, Altaï…), à l'Ouest par les forêts moldo-valaques et à l'Est par le désert de Gobi. 
Jusqu'au XVIIe siècle, les « champs sauvages » ont très peu de populations sédentaires : seuls les nomades iraniens, mongols, turcs, nogaïs et plus tard cosaques (notamment les cosaques zaporogues) y circulent, avec leurs troupeaux : on les qualifie de « peuples cavaliers » ou « peuples des steppes ».
Les tsars russes, désireux d'accéder à la mer Méditerranée, essaieront longuement de conquérir ces contrées. Au XVIIIe siècle, Grigori Potemkine (1739-1791), officier et chevalier servant de Catherine II la Grande (1729-1796), tsarine d'origine allemande, parviendra à en conquérir l'extrémité occidentale, c'est-à-dire la steppe pontique du Sud de l'Ukraine, des plaines du Dniepr à la mer d'Azov, par le traité de Küçük Kaynarca (1774) englobant des possessions du khanat de Crimée et de l'empire ottoman. Il fera de la steppe pontique une vaste colonie de peuplement, la Nouvelle Russie. Plus tard, au XIXe siècle, l'Empire russe s'étendra sur des terres non-russes, mais baignées par la mer Noire, à l'Ouest en Moldavie et à l'Est en Caucasie.